# Stříbrnická
Stříbrnická – góra ze szczytem na wysokości 1250 m n.p.m. znajdująca się we wschodniej części Masywie Śnieżnika w Sudetach. Szczyt leży w Czechach, stanowiąc również granicę kraju pardubickiego i kraju ołomunieckiego. Nazwa góry prawdopodobnie pochodzi od najbliższej miejscowości Stříbrnice. Stříbrnická leży na granicy z Polską, sam szczyt leży jednak kilkaset metrów dalej na południe, Polska obejmuje tylko północny stok góry.

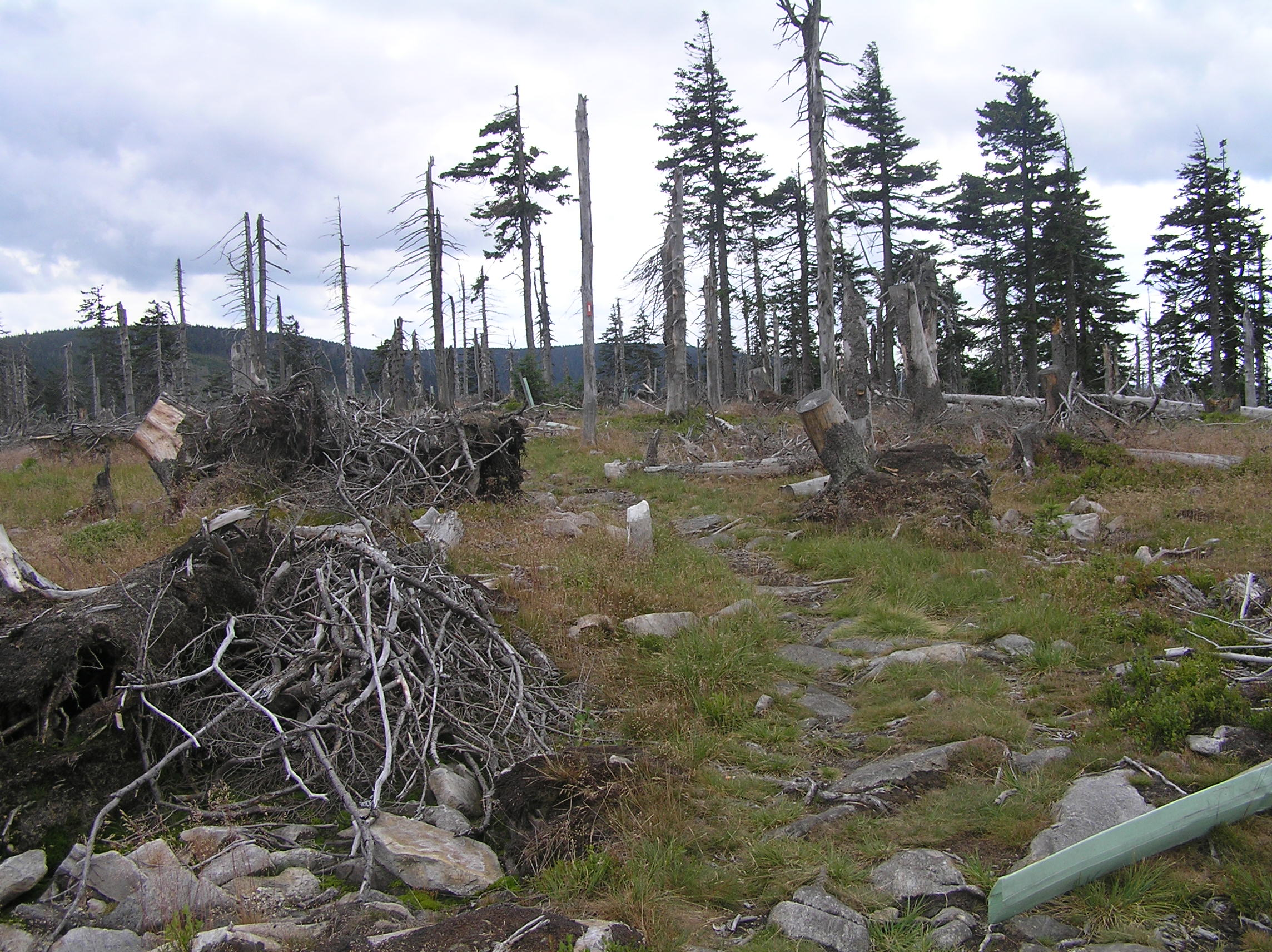
Szczyt Stříbrnickiej